# Frontera entre Guatemala y Honduras
La frontera entre Guatemala y Honduras es una frontera administrativa situada al este de Guatemala y al noroeste de Honduras. Separa los departamentos guatemaltecos de Izabal, Zacapa y Chiquimula de los departamentos hondureños de Cortés, Copán, Santa Bárbara y Ocotepeque.

## Trazado
Con una longitud de 256 km, es, del lado guatemalteco, la tercera frontera más grande después de las que separan el país con México y con Belice y antes de la que lo separa de El Salvador; por la parte hondureña, es la frontera más pequeña después de las que separan el país con Nicaragua y con El Salvador.

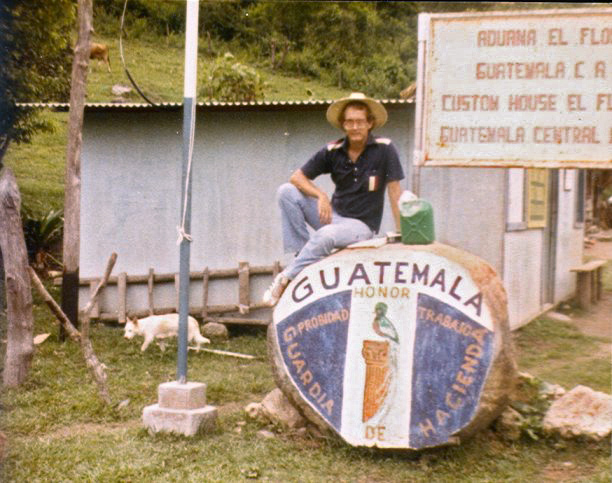
Puesto fronterizo del Florido a la entrada de Guatemala.

Se extiende a lo largo de un eje noroeste-suroeste, desde el golfo de Honduras, hasta el mar Caribe en la desembocadura del Motagua, un río que tiene su fuente en Guatemala y que marca la frontera entre los dos países durante unos cuántos kilómetros. Se extiende, aún en un eje noroeste-suroeste por la frontera que separa Guatemala de El Salvador.
La frontera de Honduras con Guatemala en su tramo final parte de un afluente del Rio Motagua, el Rio Tinto, hasta encontrarse con el cauce principal del Rio Motagua, donde en este se produce una bifurcación fluvial del cauce principal formando un brazo secundario, siendo el brazo oriental el cauce transfronterizo entre Honduras y Guatemala, río meandriforme con humedal del tipo ciénaga, pasando por la comunidad Los Quineles, con un ensanchamiento del caudal previo a la desembocadura por confluencias de afluentes del Rio Chiquito, culminando en una desembocadura del Rio Motagua en Barra del Motagua, en la Punta de Motagua que posee su oeste la Laguna del Manglar. La desembocadura del brazo oriental del Rio Motagua se divide entre la Punta Puerto Barrios de Guatemala y la Punta Motagua de Honduras.

## Historia
La frontera se creó después de que Guatemala y Honduras proclamaran su independencia en 1821. Fue confirmada por los arreglos de 1843, 1845, 1895, 1914, y el trazado actual de la frontera entró en vigor a partir de 1933.